# Bellevalia parva
Bellevalia parva är en sparrisväxtart som beskrevs av Per Erland Berg Wendelbo. Bellevalia parva ingår i släktet Bellevalia och familjen sparrisväxter. Inga underarter finns listade i Catalogue of Life.